# Derr
Pour les articles homonymes, voir Derr (homonymie).
Derr ou al-Derr était un village de Nubie, au sud de l'Égypte. Situé sur le Nil, il a disparu lors de la création du lac Nasser formé par le barrage d'Assouan.

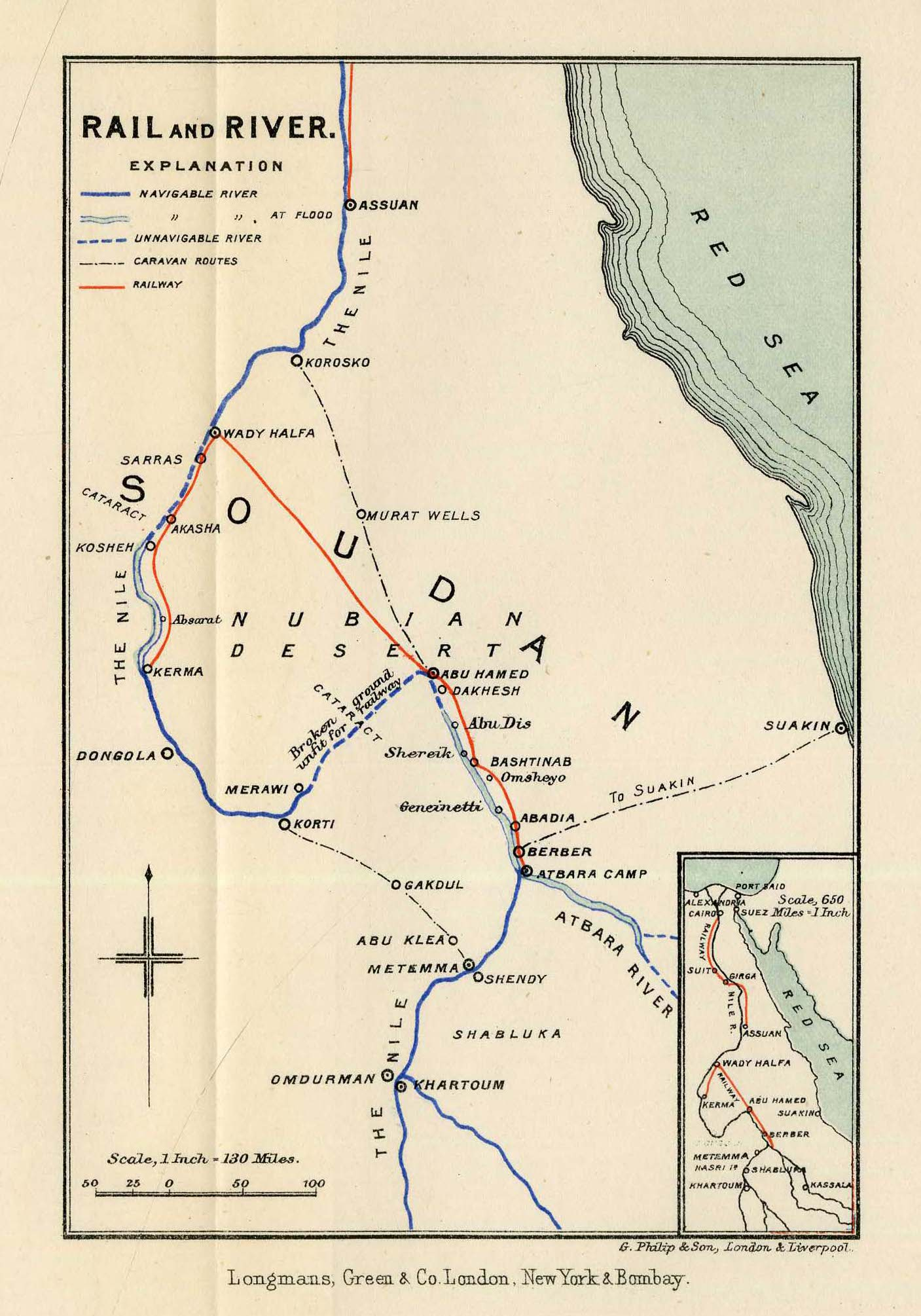
Carte du XIXe siècle situant Korosko. Derr était dans le coude du Nil au nord-ouest de Korosko.

## Description
Situé à environ 190 km au sud d'Assouan, il était situé juste en aval de Korosko, où les caravanes qui voulaient éviter les méandres de Dongola quittaient le Nil pour se rendre à Abu Hamad en passant directement par le désert.
Charles Cuny et son compagnon Perret y sont retenus en 1858 lorsque ce dernier y est accusé du meurtre d'un barbarin lors d'une rixe.
Derr était célèbre pour son temple (en) situé dans le coude du Nil qui a été déplacé en 1964 lors du recouvrement du site par le lac Nasser.